# Émile Lemoine
Émile Michel Hyacinthe Lemoine nació el 22 de noviembre de 1840 y murió el 21 de febrero de 1912. Fue un ingeniero civil y un matemático francés, dedicado especialmente a la geometría.
Estudió en el Nacional Prytanée Militaire y en la École Polytechnique y enseñó como tutor privado por un período corto después de su graduación. Es conocido por su prueba de la existencia del punto de Lemoine o el simediano de un triángulo.

## Biografía
Durante la mayor parte de su vida, fue un profesor de matemáticas en la École Polytechnique. En años posteriores, trabajó como ingeniero civil en París, y también tuvo interés como aficionado en la música. Durante su permanencia en la École Polytechnique y como ingeniero civil, publicó varios artículos sobre matemáticas, así como también fundó una revista matemática titulada L'intermédiaire des mathématiciens.
Trabajó en un sistema que él llamó Géométrographie y es un método que se refería a las expresiones algebraicas y objetos geométricos. También demostró que si se trazan líneas a través del punto de Lemoine paralelas a los lados del triángulo, entonces los seis puntos de intersección entre dichas líneas y los lados del triángulo son concíclicos. Esto es, se encuentran en la misma circunferencia. Esta es la circunferencia que hoy se conoce como la primera circunferencia de Lemoine, o simplemente la circunferencia de Lemoine.
De entre sus frases célebres destaca "Una verdad matemática no es ni simple ni complicada por sí misma, es una verdad".

## Obra
Se le ha considerado como un cofundador de la geometría moderna de los triángulos, ya que muchas de sus características actualmente están presentes en sus trabajos. 
- Sur quelques propriétés d'un point remarquable du triangle 1873

- Note sur les propriétés du centre des médianes antiparallèles dans un triangle 1874

- Sur la mesure de la simplicité dans les tracés géométriques 1889

- Sur les transformations systématiques des formules relatives au triangle 1891

- Étude sur une nouvelle transformation continue 1891

- La Géométrographie ou l'art des constructions géométriques1892

- Une règle d'analogies dans le triangle et la spécification de certaines analogies à une transformation dite transformation continue 1893

- Applications au tétraèdre de la transformation continue 1894

- Datos: Q286074
- Multimedia: Émile Lemoine / Q286074